# 小湊よつ葉
小湊 よつ葉（こみなと よつは、1996年5月29日 - ）は、日本のAV女優、歌手、作詞家。ティーパワーズ所属。女性ボーカル&ダンスユニットフェアリーズの元メンバー。旧芸名は井上 理香子（いのうえ りかこ）。

## 経歴

### グループ活動時代
小学6年生から地元長崎でダンススクールに通い始める。月一ペースで上京しレッスンを受けるようになり、3年後デビューが決まる。本人は知らないままだったが、後年この上京がオーディションだったことを知る。
2011年、ダンス＆ボーカルグループ「フェアリーズ」のメンバーとして「井上理香子」名義でメジャーデビュー。

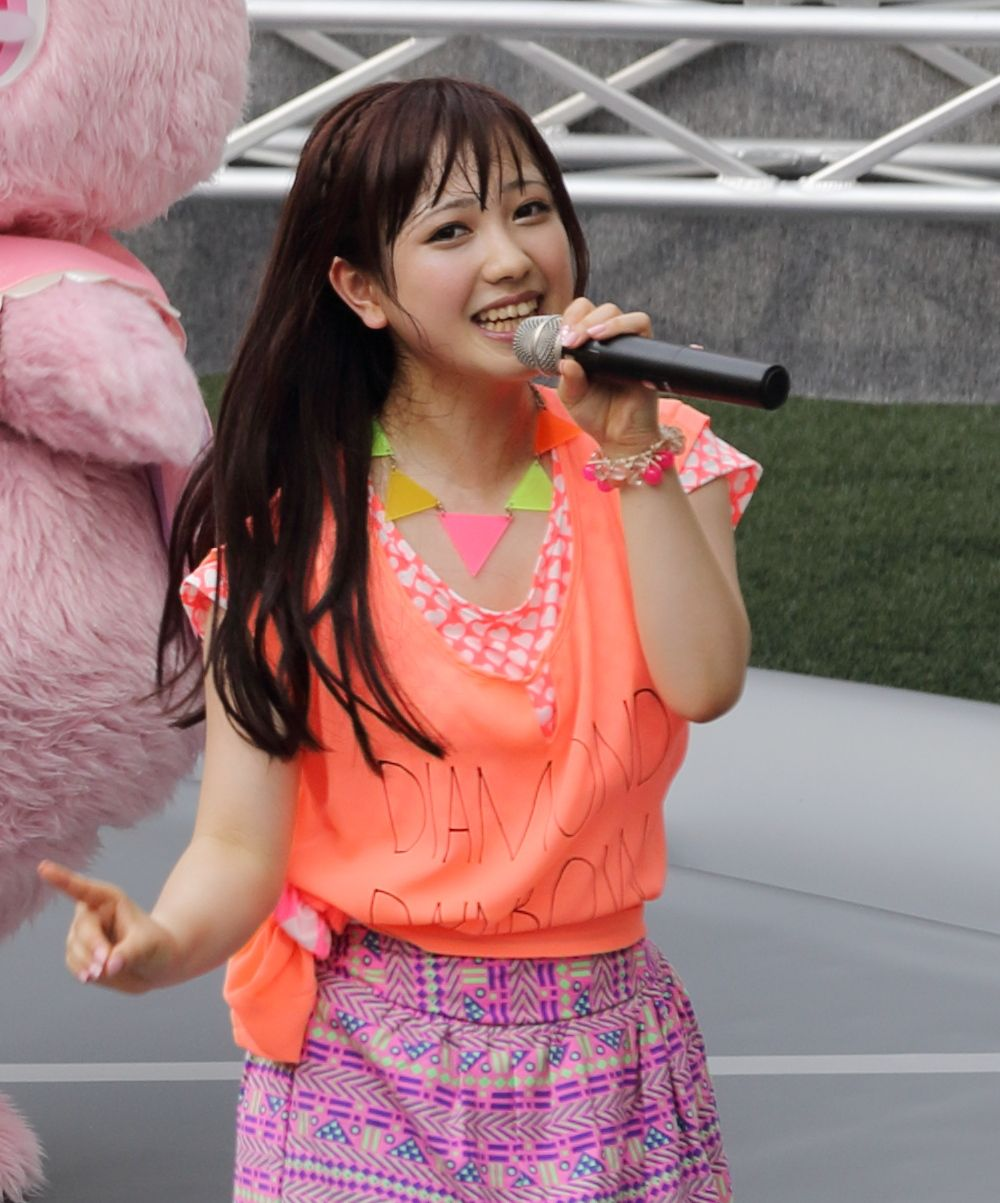
フェアリーズ時代（2013年7月撮影）

2015年、音楽劇『赤毛のアン』で初舞台。同年11月18日に発売されたフェアリーズのシングル『Mr.Platonic』の井上理香子ver.に初ソロ曲「まっさらマンマミーア」を収録。2017年、『冥途遊山』で舞台初主演。同年12月、ファースト写真集『RI0529』を発売。2020年6月、フェアリーズ脱退およびライジングプロダクションとの契約終了。芸能界を引退した。

### リニューアル再始動
後述する美容系企業に就職し、2年間在籍したのち、2022年3月、小湊よつ葉と改名し、再デビュー、週刊プレイボーイで復帰グラビアを披露した。5月16日に小湊としての公式サイトを開設、ソロデビュー曲「明日はときめく」のMVを公開した。MVラストにメッセージを残しており、5月17日にTwitterでAVデビューを報告。同年6月1日、SODクリエイト専属女優としてデビューすることを発表。5月27日に楽曲及びAV作品を配信先行で発売した。AVデビュー作『小湊よつ葉 AV DEBUT』は2022年6月27日週、および7月4日週、FANZA通販フロアランキング1位を記録。8月1日週FANZA動画フロアランキング1位。7月度の月間AV女優ランキングでも1位を記録。同年におけるSODクリエイト最大のヒット作となった。
第2作の『小湊よつ葉 初イキ 絶頂 4本番』が8月29日週FANZA通販フロアランキング第1位を記録。
第3作『小湊よつ葉、乱れます。潮吹き・3P・デカチン・ハメ撮り…AVで見てた憧れのプレイを初体験！4本番』は同年10月3日週FANZA通販フロアランキングで初登場1位を記録。2022年10月度、FANZA通販フロア月間AV女優ランキング1位。
2022年10月2日、ヌード写真集『芽吹き 小湊よつ葉写真集』（同年9月22日発売）の発売記念読者お渡し会を東秋葉原書泉ブックタワーで開催した。
AV第4作『小湊よつ葉 初ドラマ作品 キスから始まる4職業コスプレ 職場なのにスイッチが入ると止まらない本性エッチな働くオンナ』が10月31週および11月7日週FANZA通販フロアランキングで1位を記録。

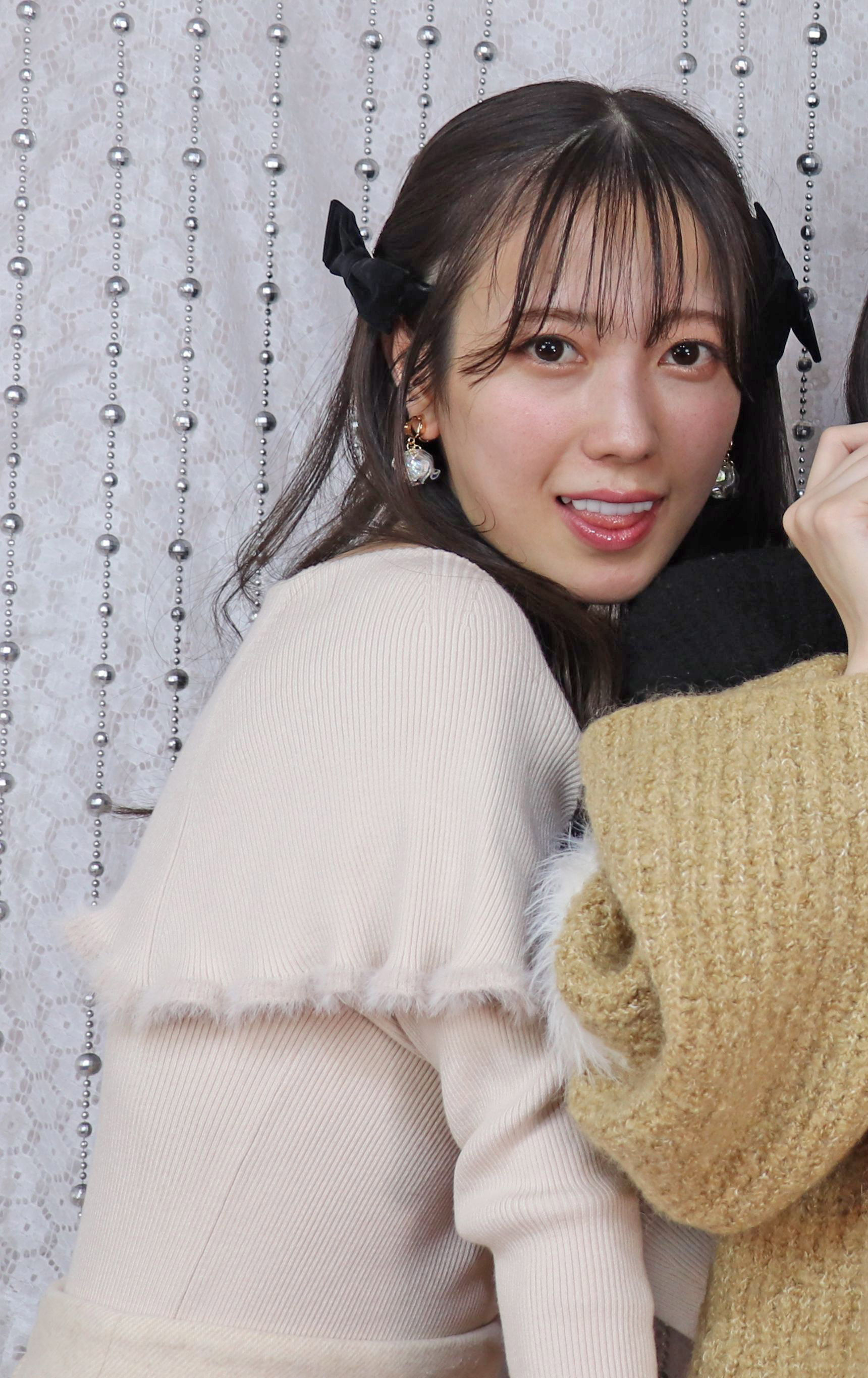
2022年12月撮影

2022年12月5日週、12月12日週FANZAレンタルフロアランキング 週間AVランキングにおいて『【レンタル専用盤】元ダンスボーカルユニットメンバー 小湊よつ葉 限定公開の超貴重映像 お風呂でイチャラブSEX解禁』が初登場1位を記録。AV第5作は同じく12月5日週、12月12日週FANZA通販フロアランキングで1位を記録した。同年12月、徳間書店『アサヒ芸能』主催「アサ芸AV大賞2022」最優秀新人賞受賞。アサヒ芸能発表「2022AV年間セールスランキング」でデビュー作が年間2位、第2作が年間4位を記録した。
2023年1月6日、再デビュー以来非公表だった所属事務所をティーパワーズであったと公表。2023年1月16日週FANZA通販フロアランキングで、第6作『小湊よつ葉 本格ドラマ初挑戦!』が1位を記録する。同作は2023年上半期DVDランキング9位も記録した。
2月27日週FANZA通販フロアランキングで、第7作『小湊よつ葉 絶頂開発 小柄な敏感BODYをガクブル震わせながらジブン史上最高の激イキ！巨根大絶頂』が1位を記録。同作は2023年上半期DVDランキング4位も記録。
3月20日週FANZA通販フロアランキングで、第8作『小湊よつ葉 ロケ帰り相部屋NTR 大雪で帰れなくなったお天気お姉さんが陰険な中年ディレクターの粘着パワハラチ○ポで開発され続けた一晩。』が1位を記録。同作は上半期19位ともなった。
4月19日、Milky Pop Generation協力の下、小湊名義では初のソロライブ『月で逢いましょうvol.70』を開催。自身の持ち歌のほか『ハナミズキ』、『気まぐれロマンティック』など9曲を歌唱した。
同年4月度のFANZA通販フロア月間ランキング1位。4月24日週FANZA通販フロアランキングで『小湊よつ葉に見つめられながら至福の射精体験!』が1位を記録。
5月19日、SOD Star2022年専属デビュー組4名（神木麗、恋渕ももな、小湊よつ葉、星乃莉子）でユニット「4star X sister」（シスターシスター）を結成。同日Youtubeチャンネルを開始。
7月24日週FANZA通販フロアランキングで『【夏といえば水着！SODstar全員ビキニ祭】最高の芸能人を最良のトロマン状態で 禁欲明けに理性がブッ飛ぶ 淫汁 汗 唾液とろだく漏らしっぱなし性交 小湊よつ葉』が3作品ぶりに1位を記録。9月18日週FANZA通販フロアランキングで、『芸能人初即ハメ 私のソクバッキー彼氏が絶倫すぎていつでもどこでもすぐ勃起チンチンを挿れようとしてくる 小湊よつ葉』が初登場6位を記録。10月23日週FANZA通販フロアランキングで、『顔射されても常に笑顔で神対応する看護師の追撃フェラチオ 小湊よつ葉』が初登場4位を記録。同月30日週の同ランキングで1位に上昇した。

2023年11月14日、ワンマンライブ『月で逢いましょうvol.82』を東京・三軒茶屋グレープフルーツムーンで開催。オリジナルの新曲「恋のマニュアル」や大塚愛の「黒毛和牛上塩タン焼680円」、アリアナ・グランデの「Break Free ft.Zedd」のカバーなどを披露。「Break Free ft.Zedd」にはダンサーのNATSUKAがゲストとして出演した。2023年11月20週FANZA通販フロアランキングで、『これが交際歴1年の恋人がするセックス！？リアルにものすごく近い同棲生活！最高にエッチで可愛いよっつんが彼女になってハメまくり！ 小湊よつ葉』が初登場6位を記録。2023年11月27日週FANZA通販フロアランキングで6位を維持。同11月度女優ランキング7位。2023年12月25日週FANZA通販フロアランキングで、『本気の接吻。がむしゃらに粘膜が絡み合って性欲が尽きるまで求め合う 小湊よつ葉』が初登場3位を記録。同年12月、アサヒ芸能発表の2023年AVセールスランキングでは6作品が60位圏にランクインした。FANZA発表の2023年年間AV女優ランキングでは6位を記録。

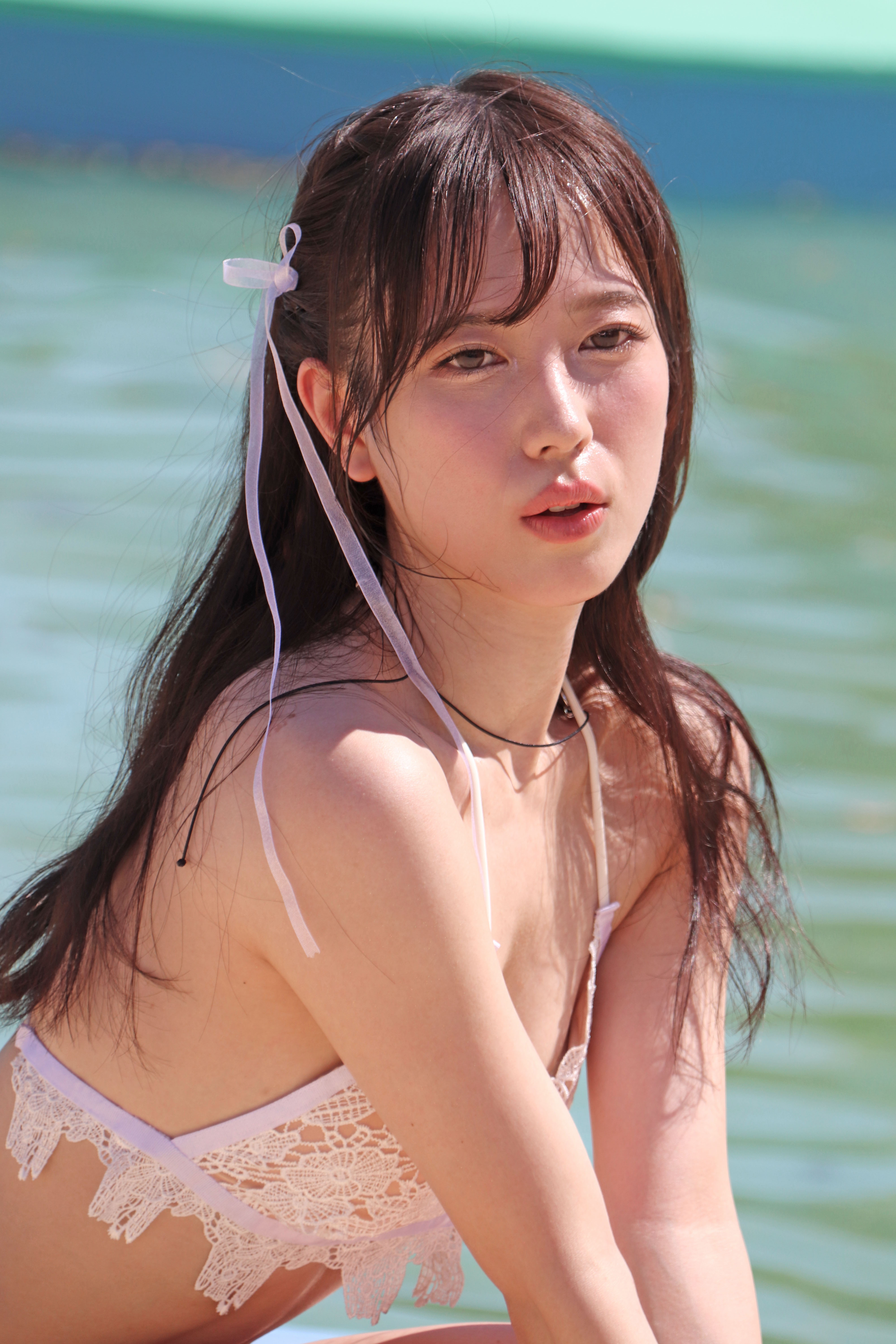
2024年撮影

2024年1月22日週FANZA通販フロアランキングにて、『盆休みの帰省中、近所のよつ葉と久しぶりの再会。うだるような暑い季節に成長してどちゃクソ可愛くなっていた幼馴染と三日三晩ハメまくった。 小湊よつ葉』 が初登場5位を記録。1月29日週も4位を記録した。同月27日配信の自身のYouTubeチャンネルにてSM女王様と対談した際に、「クソマゾ」と判定され、以来同チャンネルでは二つ名のように呼称し、否定するのが定番となる。
2024年3月12日、3rdワンマンライブ「月で逢いましょう vol.88」を東京・三軒茶屋グレープフルーツムーンにて開催。オリジナル曲「New Me!」やmiwaの「春になったら」のカバー、前回に続きゲスト出演したダンサーのNATSUKAと小湊のコラボダンスなどを披露した。3月18日週FANZA通販フロアランキングにおいて、『出張先の温泉旅館で部下の新卒OLとまさかの相部屋 純真無垢な誘惑 逆NTR 小湊よつ葉』が初登場10位。3月25日週FANZA通販フロアランキングでは同作が4位浮上。
2024年4月発売『アサヒ芸能』発表「2024現役AV女優セクシー総選挙」において総合43位。ここ数年で一番驚いた転身との評がある一方、東京26位、大阪圏外と関西圏で伸び悩んだ。2024年5月27日週FANZA通販フロアランキングで『無邪気なおねだりフェイスにズキュン！ず～っと振り回されっぱなし イチャイチャ！たじたじ！ヤリまくり！ハメ撮り！デビュー2周年記念デート 小湊よつ葉』が初登場5位を記録。
2024年6月2日、写真集『Cosplay Fetish Book 小湊よつ葉』発売記念イベントを東京・秋葉原の書泉ブックタワーにて開催。6月3日週FANZA通販フロアランキングで『無邪気なおねだりフェイスにズキュン！ず～っと振り回されっぱなし イチャイチャ！たじたじ！ヤリまくり！ハメ撮り！デビュー2周年記念デート 小湊よつ葉』が初登場9位。6月17日週FANZA通販フロアランキングにて、『引きこもり訪問支援 ゴミ屋敷に放置された大量のシコティッシュに見かねて内緒でチンカス塗れのチンチンも笑顔で性サポートしてくれる優しいお手伝いさん 小湊よつ葉』が初登場9位にランクイン。6月24日週ランキングでは8位へランクアップ。FANZA通販フロア2024年6月度女優ランキングでは6位となる。
同年7月15日FANZA通販フロアランキングにて、『人生初のナマ中出し解禁 小湊よつ葉』が初登場2位を記録。同作は同年7月22日週の同ランキングで1位に返り咲いた。同年7月29日週同ランキングでは3位。FANZA通販フロア7月度女優ランキング5位。
同年8月19日週FANZA通販フロアランキングにて、『隠れ美人の牛丼チェーン店で働くパート主婦が学生バイトと避妊具なしでネチョベロ不倫中出し 小湊よつ葉』が初登場8位。同年9月15日には、『TREND GIRLS 撮影会 2024』内のTREND GIRLSファッションショーに参加し、ランウェイを歩いた。同年10月21日週FANZA通販ランキングで『温泉旅行中の単独客やカップル 夫婦の男性を誘惑 館内で寝取りセックスをくり返す淫乱美人な若女将 小湊よつ葉』が初登場5位。FANZA通販フロア2024年10月度月間女優ランキング6位。
同年11月18日週FANZA通販フロアランキングでは『キメセクハメ撮りにどっぷりハマってしまった地方公務員の女（23）彼女が愛したのは高級スーツをさらっと着こなす紳士的で優しいイケおじ（職業不詳・40） 小湊よつ葉』が初登場5位ランクイン。FANZA通販フロア2024年11月度月間女優ランキング5位。
同年12月9日週FANZA通販フロアランキングでは『激務な報道局で働くボクが欲求不満な美人ディレクターを刺激したらエロスイッチを入れてしまい何度も誘惑されて…シャワーも浴びずに編集所に籠って汗だくセックスに明け暮れた 小湊よつ葉』が初登場8位ランクイン。同年12月24日、光文社『FLASH』が独自集計した「FLASHセクシー女優ランキング2024」13位。
2025年1月13日週FANZA通販フロアランキングで『校内で露出誘惑して身も心も弄んでくるイタズラな美少女は幼馴染で誰もが知る有名芸能人。経験乏しい僕らは発情するがまま中出ししまくって所構わずヤりまくった絶倫アオハルSEX。 小湊よつ葉』が初登場10位を記録。
同年2月10日週FANZA通販フロアランキングでは初の共演作『小湊よつ葉×星乃莉子 SODstarビンカン体質2トップが初共演 レズ解禁 W中出し 禁欲明けの性欲解放チートデイ 【特典版】』が初登場3位を記録した。同作は同年5月26日週動画フロアランキングでも10位にランクインするなど長期に渡ってヒットした。
同年3月4日、約1年ぶりとなる4thワンマンライブ『月で逢いましょう vol.113』を東京・三軒茶屋グレープフルーツムーンにて開催。今回も一部の楽曲にダンサーのNATSUKAが参加した。ライブ翌日にはフランスに飛び、パリファッションウィーク『RUIbuilt』（ルイビルト）公式プログラムにモデルとして参加した。
同年3月10日週FANZA通販フロアランキングにて『芸能人が突撃、お宅訪問えっち。SODstarの小湊よつ葉を発射無制限でお貸しします。』が初登場8位を記録した。
同年5月19日週FANZA通販フロアランキングにて、『絶対ヌケる！絶頂の向こう側 ガチでイキすぎ失禁痙攣トランス 泣いてもわめいても容赦なく突き刺す追撃HARDピストン』が初登場3位を記録。
同年5月26日週FANZA動画フロアランキングにおいて、同年3月発売の『苦手な同僚と飲み会帰りに勢いでワンナイトしてしまったら膣奥フィットするチ〇ポの相性が良すぎて人生最高の絶頂感を味わってしまい…全然好きじゃないのにおかわりセックスしまくった 小湊よつ葉』が4位に浮上。
6月9日週FANZA通販フロアランキングでは『スワッピング趣味の変態夫婦にNTR性癖を植えつけられる！純粋ウブな庶民妻を金持ち夫妻に貸出したことでインモラルな快楽に沼ってしまう』が初登場2位。
同年6月13日には豊洲PIT『TREND GIRLS FESTIVAL』内で行われたドレスメーカー「Tika」ファッションショーに出演。
同年7月7日週FANZA通販フロアランキングにて、『配送中NTR 既婚ベテランドライバーの配送に付いて回るうち車中でおそわれてしまった新婚人妻』が初登場6位ランクイン。同年7月度通販フロア月間AV女優ランキングでも9位ランクイン。

## 人物
フェアリーズ結成前は朝11時から夜9時まで練習漬けの毎日を送った。高校卒業式もメンバーで集まり祝福するなど、フェアリーズの9年は青春だったと述べている。解散が決まったときはソロで活動する気になれず、転職サイトで求人を探した。美容クリニックを経営する企業に就職したが、当初は非常階段で涙を流す日々だった。それでも仕事に慣れると居心地がよくなった。会社組織が変わるタイミングで自らを見直した結果、やはり表現に関わりたいと思い離職。再出発するにあたり、覚悟を決めたとのことで「前グループ名は出さない」、「縁のなかったグラビアでリスタートする」ことを選んだ。
フェアリーズ時代は自信のなさから練習場に最後まで残って練習することが多かった。そのため、真面目なイメージが先行し、内心 “そんなことはないのに” と思っていた。この時期のことは後年インタビューで振り返り「守りに入るタイプで冒険はしないタイプだった」「清楚と言われて、その通りに自分を守ってきた」と述べている。

### セクシー女優として
2022年からセクシー女優として活動することに関して、自身のTwitter上で「世の中には様々な性癖がある中で、幅広く対応しているとても需要のある世界だと思っています」と綴った。事前に家族には相談はしなかったが、ニュースで知った母から連絡があり、特に怒られることはなく、以後は母にも仕事の状況を報告している。フェアリーズ時代のメンバーからも 「前からぶっ飛んでるなと思ってたから納得」、「作品見たよ！」と連絡を貰い交流は続けている。
AVの出会いは友人に見せられた18歳で、のちにこれがゲイポルノだったと明かしている。以降は自ら検索して購入していた。好きなジャンルはマッサージで、具体的には最初はそんなことはなかったのに、でも気持ちよいというような流れの作品。逆にイチャイチャだけする内容や女性側が気持ちよく見えない作品は「萎える」と述べている。
初体験は高2の彼氏で、気持ち良さが全くなく痛かっただけの記憶がある。AV出演までの経験人数は3人、思い出深いエッチは足の指が舐められることと首絞めプレイで、AV出演までフェラチオした経験がなかった。経験からセックスに対して苦い思い出しかなく、一方でAVは好んで見ていたため作品中のプレイや女優のリアクションに「前戯って本当にみんなするの？」「本当にこんなに気持ち良いのだろうか」と周囲に問いただしたこともないため、半信半疑であった。ライターの徳重龍徳は「彼女にとってAVがプライベートの性行為と地続きではなく、ファンタジーであったというのが大きかったという点は興味深い」としている。小湊も自身が性的なものを怖いものとして避けていた過去を鑑み、性に開放的になることのきっかけや、大人のおもちゃの素晴らしさを伝える存在になりたいと答えている。
芸名は再スタートの意味を込め、小湊自身とメーカーサイドで案を持ち寄り、最終的に画数を考え決めた。小湊は当初「みなせ・ふたば」を提案したが、同業に同姓や同名の女優がいることもあり却下された。小湊の「名前の最後が葉」で終わりたい希望を尊重して「よつ葉」、苗字は長崎の港町イメージを込め「小湊」とした。
憧れの女優は三上悠亜。AVは基本的にオナニーするために観るものであるが、三上の作品のみは、身体のラインが綺麗、顔が美しいなど憧れの対象として観ている。
美容クリニック在籍時代に被験も兼ねて全身脱毛し、下半身はパイパンである。ポッドキャスト『小湊よつ葉のちょっと込み入った話#17』で、ファンから生やしてほしいと言われたが「伸ばしても4本程度で寂しすぎてよろしくない」と語る。

## 出演

### 「井上理香子」時代

#### 舞台
太字はメインキャラクター。
- 音楽劇『赤毛のアン』 - 少女アン 役
  - （2015年10月17日 - 18日、東京国際フォーラム）[103]
  - （2016年10月21日 - 23日、東京国際フォーラム）[104]
  - （2017年8月3日 - 6日、サンリオピューロランド）[105]
- 片肌☆倶利伽羅紋紋一座「ざ☆くりもん」二〇一七年 『冥途遊山』（2017年1月3日 - 9日、シアターグリーン） - 主演・薄雲 / あき 役[9]
- 朗読劇『陰陽師』（2017年7月20日 - 22日、六行会ホール） - 蜜虫 役[106]
- 誰かが彼女を知っている（2019年8月15日 - 19日、赤坂RED/THEATER）

### 「小湊よつ葉」以降
- 劇団オモテナシ令和7年 春 第10回公演「一緒に行こうね!」「ほな、合戦しまひょか!」（2025年5月8日 - 18日、CBGKシブゲキ!!）CBGKシブゲキ!!）[107]
- オトト、トモニ。 ～僕が選んだ君と僕～（2025年6月18日 - 22日、オメガ東京） - 高杉渚 役
- あゝ青春の血は燃ゆる2025（2025年8月14日 - 17日、テアトルBONBON） - 皆山先生 役[108] [109]

#### テレビ
- もう!バカリズムさんの超H! #39（2022年11月28日、フジテレビONE）
- ケンコバのバコバコナイト「バコバコSXII」（2024年10月4日 - 10月25日、2025年2月28日 - 3月28日、サンテレビ）
- ゴッドタン〜The God Tongue 神の舌〜（2025年5月25日[110][111]、テレビ東京）

#### ウェブテレビ
- ロンドンハーツ 究極恋愛シミュレーション ラブマゲドン 全3回（2023年9月12日 - 26日、TELASA）[112]
- 愛のハイエナ（2025年1月14日 - 2月4日[113]、ABEMA）[114]

#### ラジオ
- ニューヨーク・小湊よつ葉のマジックミラーナイト（2023年4月2日 - 12月31日、文化放送）
- SODの土曜のお昼からごめんなさい（2024年3月16日 - 、渋谷クロスFM）メインMC[115]

#### ウェブラジオ
- 小湊よつ葉のよつはのくろーばー♪（2024年3月7日 -、ラジオクロニクル）[116]

#### ライブ
- 月で逢いましょう vol.70（2023年4月19日、東京・三軒茶屋グレープフルーツムーン）[117]
- 月で逢いましょう vol.82（2023年11月14日、東京・三軒茶屋グレープフルーツムーン）[47]
- 月で逢いましょう vol.88（2024年3月12日、東京・三軒茶屋グレープフルーツムーン）[57]
- 月で逢いましょう vol.113（2025年3月4日、東京・三軒茶屋グレープフルーツムーン）[82]

#### CM・広告
- パナソニック・ボディトリマー（2023年8月、雑誌『anan』とのコラボ誌面広告）[118]

## 作品

### 配信シングル
|     | 発売日         | タイトル        | 規格品番 | レーベル    | 備考                                |
| --- | -------------- | --------------- | -------- | ----------- | ----------------------------------- |
| 1st | 2022年6月27日  | 明日はときめく  | SODR-001 | SOD records | 2022年8月27日のイベントでCD盤を配布 |
| 2nd | 2022年9月20日  | New Me!         | SODR-002 | SOD records | 同年10月6日にCD発売                 |
| 3rd | 2022年10月25日 | 空              | SODR-003 | SOD records |                                     |
| 4th | 2023年3月3日   | 抱きしめて ねぇ | SODR-004 | SOD records |                                     |
| 5th | 2023年6月22日  | 恋のマニュアル  | SODR-005 | SOD records |                                     |
| 6th | 2024年7月31日  | 夏のmemory      | SODR-008 | SOD records |                                     |

### アダルトビデオ
| 発売日   | タイトル | 規格品番     | メーカー      | 備考 |
| 2022年   | 2022年 | 2022年       | 2022年        | 2022年 |
| -------- | --- | ------------ | ------------- | --- |
| 6月27日  | 小湊よつ葉 AV DEBUT | STARS-685    | SODクリエイト | 配信先行、Blu-ray、DVD版は同年8月4日発売。特典映像の「お風呂SEX」は、同年12月8日より「お風呂でイチャラブSEX解禁」として単独でレンタル専用盤化（45分）。 - HELLOERO先行特別版「お風呂SEX」収録（配信限定） - Blu-ray、DVD通常版 - 数量限定・フォトブック保存版BOXセット「お風呂SEX Short.Ver」収録版 - 数量限定・フォトブック保存版BOXセット - FANZA特別版「ホテルSEX」収録（配信限定） |
| 10月6日  | 小湊よつ葉 初イキ 絶頂 4本番 | STARS-715    | SODクリエイト | 9月20日先行配信 |
| 11月10日 | 小湊よつ葉、乱れます。潮吹き・3P・デカチン・ハメ撮り…AVで見てた憧れのプレイを初体験！4本番                                                                                              | STARS-717    | SODクリエイト | 10月25日先行配信 |
| 12月8日  | 小湊よつ葉 初ドラマ作品 キスから始まる4職業コスプレ 職場なのにスイッチが入ると止まらない本性エッチな働くオンナ。                                                                        | STARS-765    | SODクリエイト | 11月29日先行配信 |
| 2023年   | |              |               | |
| 1月12日  | アーティスト兼AV女優 小湊よつ葉‘旅の途中’のドキュメント。カラダの変化、今したい、あの頃したかったセックス‘もっと非日常的な事を…’妄想実現 念願のカーセックス、野外4P、地元デートハメ撮り | STARS-767    | SODクリエイト | 12月20日先行配信 |
| 2月23日  | 小湊よつ葉 本格ドラマ初挑戦! 上京したてのウブで頭でっかちな私がSっ気ある彼氏にして欲しい7つの事                                                                                         | STARS-757    | SODクリエイト | 1月24日先行配信 |
| 3月23日  | 小湊よつ葉 絶頂開発 小柄な敏感BODYをガクブル震わせながらジブン史上最高の激イキ!巨根大絶頂                                                                                               | STARS-776    | SODクリエイト | 2月28日先行配信 |
| 4月20日  | 小湊よつ葉 ロケ帰り相部屋NTR 大雪で帰れなくなったお天気お姉さんが陰険な中年ディレクターの粘着パワハラチ○ポで開発され続けた一晩。                                                        | STARS-796    | SODクリエイト | 3月28日先行配信 |
| 5月25日  | 小湊よつ葉に見つめられながら至福の射精体験！ゾクゾク淫語でアナタの脳を支配しながらオナニーのお手伝いしてあげる                                                                          | STARS-814    | SODクリエイト | 4月25日先行配信 |
| 6月22日  | 一泊二日で12発射精しちゃうヤリまくりイチャイチャ温泉旅行 小湊よつ葉 | STARS-859    | SODクリエイト | 5月30日先行配信 CDアルバム＋フォトブック同梱版も発売 アルバムは発売済シングル全曲と『Message』、『恋のマニュアル』の全6曲入り |
| 7月20日  | 小湊よつ葉 不良生徒の俺を甘いキスで翻弄してくる家庭教師のよつ葉先生との接吻ラブストーリー                                                                                               | STARS-842    | SODクリエイト | 6月27日先行配信 |
| 8月24日  | 【夏といえば水着！SODstar全員ビキニ祭】最高の芸能人を最良のトロマン状態で 禁欲明けに理性がブッ飛ぶ 淫汁 汗 唾液とろだく漏らしっぱなし性交 小湊よつ葉                                    | STARS-874    | SODクリエイト | 7月25日先行配信 |
| 9月21日  | 芸能人が5つ星のおもてなしで極上射精へと導いてくれる超高級風俗ヒルズ5シチュエーション 小湊よつ葉                                                                                         | STARS-910    | SODクリエイト | 8月28日先行配信 |
| 10月12日 | SODstar小湊よつ葉 アーティスト兼AV女優 初ベスト！デビューから10作品豪華8時間スペシャル                                                                                                  | sods-00013   | SODクリエイト | ベスト盤、9月12日先行配信 |
| 10月26日 | 芸能人初即ハメ 私のソクバッキー彼氏が絶倫すぎていつでもどこでもすぐ勃起チンチンを挿れようとしてくる 小湊よつ葉                                                                          | STARS-918    | SODクリエイト | 9月26日先行配信 |
| 11月23日 | 顔射されても常に笑顔で神対応する看護師の追撃フェラチオ 小湊よつ葉 | STARS-930    | SODクリエイト | 10月31日先行配信 |
| 12月21日 | これが交際歴1年の恋人がするセックス！？リアルにものすごく近い同棲生活！最高にエッチで可愛いよっつんが彼女になってハメまくり！ 小湊よつ葉                                                | STARS-954    | SODクリエイト | 11月28日先行配信 |
| 2024年   | |              |               | |
| 1月25日  | 本気の接吻。がむしゃらに粘膜が絡み合って性欲が尽きるまで求め合う 小湊よつ葉 | STARS-981    | SODクリエイト | 12月26日先行配信 |
| 2月22日  | 盆休みの帰省中、近所のよつ葉と久しぶりの再会。うだるような暑い季節に成長してどちゃクソ可愛くなっていた幼馴染と三日三晩ハメまくった。 小湊よつ葉                                         | STARS-993    | SODクリエイト | 1月30日先行配信 |
| 3月20日  | 未経験の快感。極上スローセックス。 小湊よつ葉 | STARS-987    | SODクリエイト | 2月27日先行配信 |
| 4月25日  | 出張先の温泉旅館で部下の新卒OLとまさかの相部屋 純真無垢な誘惑 逆NTR 小湊よつ葉 | 1start039    | SODクリエイト | 3月26日先行配信 |
| 6月20日  | 無邪気なおねだりフェイスにズキュン！ず～っと振り回されっぱなし イチャイチャ！たじたじ！ヤリまくり！ハメ撮り！デビュー2周年記念デート 小湊よつ葉【特典映像付き】                         | 1start00075  | SODクリエイト | 6月4日先行配信 |
| 7月25日  | 引きこもり訪問支援 ゴミ屋敷に放置された大量のシコティッシュに見かねて内緒でチンカス塗れのチンチンも笑顔で性サポートしてくれる優しいお手伝いさん 小湊よつ葉                              | 1start00090  | SODクリエイト | 6月25日先行配信 |
| 8月22日  | 人生初のナマ中出し解禁 小湊よつ葉【特典映像収録版】 | 1start00135v | SODクリエイト | 7月23日先行配信 |
| 9月26日  | 隠れ美人の牛丼チェーン店で働くパート主婦が学生バイトと避妊具なしでネチョベロ不倫中出し 小湊よつ葉                                                                                       | 1start00108  | SODクリエイト | 8月20日先行配信 |
| 10月24日 | 旦那の連れ子に溜まり切った性の捌け口として性欲処理玩具にされました。あまりの絶倫勃起チ○ポに夫とするより感じてしまい… 小湊よつ葉                                                         | 1start00053  | SODクリエイト | 9月17日先行公開 |
| 11月21日 | 温泉旅行中の単独客やカップル 夫婦の男性を誘惑 館内で寝取りセックスをくり返す淫乱美人な若女将 小湊よつ葉                                                                                 | 1start00164  | SODクリエイト | 10月22日先行公開 |
| 12月26日 | キメセクハメ撮りにどっぷりハマってしまった地方公務員の女（23）彼女が愛したのは高級スーツをさらっと着こなす紳士的で優しいイケおじ（職業不詳・40） 小湊よつ葉                             | 1start00206  | SODクリエイト | 11月19日先行公開 |
| 2025年   | |              |               | |
| 1月27日  | 激務な報道局で働くボクが欲求不満な美人ディレクターを刺激したらエロスイッチを入れてしまい何度も誘惑されて…シャワーも浴びずに編集所に籠って汗だくセックスに明け暮れた 小湊よつ葉          | 1start00194  | SODクリエイト | 12月17日先行公開 |
| 2月20日  | 校内で露出誘惑して身も心も弄んでくるイタズラな美少女は幼馴染で誰もが知る有名芸能人。経験乏しい僕らは発情するがまま中出ししまくって所構わずヤりまくった絶倫アオハルSEX。 小湊よつ葉      | 1start00243  | SODクリエイト | 1月21日先行公開 |
| 3月6日   | 苦手な同僚と飲み会帰りに勢いでワンナイトしてしまったら膣奥フィットするチ〇ポの相性が良すぎて人生最高の絶頂感を味わってしまい…全然好きじゃないのにおかわりセックスしまくった 小湊よつ葉  | 1start00257  | SODクリエイト | 2月11日先行公開 |
| 3月20日  | 小湊よつ葉×星乃莉子 SODstarビンカン体質2トップが初共演 レズ解禁 W中出し 禁欲明けの性欲解放チートデイ 【特典版】                                                                         | 1start00276v | SODクリエイト | 2月25日先行公開 |
| 4月24日  | 芸能人が突撃、お宅訪問えっち。SODstarの小湊よつ葉を発射無制限でお貸しします。 | 1start00281  | SODクリエイト | 3月18日先行配信 |
| 4月30日  | 小湊よつ葉の休日「私たち4ヶ月前にセックスしました」渋谷のラブホでハメ撮り、2本番と顔射。                                                                                                | 1sdhs00057   | SODクリエイト | |
| 5月22日  | Shall we キメセク？社交ダンス講師が生徒である妻子持ち中年サラリーマンと不倫SEXグミにハマる 小湊よつ葉                                                                                   | 1start00313  | SODクリエイト | 4月22日先行配信 |
| 6月26日  | 絶対ヌケる！絶頂の向こう側 ガチでイキすぎ失禁痙攣トランス 泣いてもわめいても容赦なく突き刺す追撃HARDピストン 小湊よつ葉【特典映像収録版】                                               | 1start00339v | SODクリエイト | 5月27日先行配信 |
| 7月24日  | スワッピング趣味の変態夫婦にNTR性癖を植えつけられる！純粋ウブな庶民妻を金持ち夫妻に貸出したことでインモラルな快楽に沼ってしまう 小湊よつ葉                                              | 1start00331  | SODクリエイト | 6月17日先行配信 |
| 8月21日  | 配送中NTR 既婚ベテランドライバーの配送に付いて回るうち車中でおそわれてしまった新婚人妻 小湊よつ葉                                                                                       | 1start00350  | SODクリエイト | 7月22日先行配信 |
| 9月25日  | 限界集落に赴任した看護師は性欲異常な島民の子種を毎日子宮で受胎している。 小湊よつ葉 | 1start00401  | SODクリエイト | 8月25日先行配信 |

### VR
- 【VR】小湊よつ葉 1st VR 本物アイドルの彼女と同棲1日目。ボクにだけ見せる可愛くてエッチな表情を最高の距離感で…。（2023年7月24日、SODクリエイト）
- 【VR】【小湊よつ葉8KVR解禁】ゲリラ豪雨でびしょ濡れの女上司と相部屋に…。「仕事も、男としても、自信つけさせてあげたいの。」 早漏童貞の僕を優しく受け入れながら筆おろししてくれたマジ天使。（2024年1月11日、SODクリエイト）

### 写真集
井上理香子 名義
- RI0529（2017年12月27日、ワニブックス　撮影：長野博文）ISBN 978-4-8470-4980-4 [140]

小湊よつ葉 名義
- 芽吹き（2022年9月22日、講談社、撮影：西條彰仁）ISBN 978-4-06-529359-1 [141][142]
- 花笑み（2023年5月12日、講談社、撮影：青山裕企）ISBN 978-4065319635[143]
- Cosplay Fetish Book 小湊よつ葉（2024年5月29日、ジーオーティー、撮影：田村浩章）ISBN 978-4-8236-0667-0[144]

### デジタル写真集
- まっさらな再会。（2022年3月28日、集英社「週プレ PHOTO BOOK」撮影：岡本武志）
- 私、AVに出る。（2022年6月27日、集英社「週プレ PHOTO BOOK」撮影：小塚毅之）
- 小湊よつ葉「ハダカのプリンセス」vol.1（2022年8月5日、講談社、撮影：西條彰仁）
- 小湊よつ葉「ハダカのプリンセス」vol.2（2022年8月5日、講談社、撮影：西條彰仁）
- サマーヌード[145]（2022年9月13日、光文社、撮影：富田恭透）
- 女神のはじらい～BITTER～ 週刊ポストデジタル写真集（2022年9月23日、小学館、撮影：桑島智輝）
- SWEET SOD'S小湊よつ葉（2022年9月23日、小学館、撮影：桑島智輝）
- デビュー1周年記念写真集 小湊よつ葉『moreover』（2023年6月1日、SOD publishing、撮影：SODクリエイト）[146]
- 神木麗　星乃莉子　小湊よつ葉　恋渕ももな　Lucky Clover（2023年7月21日、小学館、撮影：桑島智輝）[147]
- 小湊よつ葉　恋渕ももな　Love Session（2023年7月21日、小学館、撮影：桑島智輝）[148]
- 小湊よつ葉 淫らな放課後 週刊現代デジタル写真集【プレミアムヌードシリーズ】（2024年8月26日、講談社、撮影：上野勇）

## その他製品

### トレーディングカード
- CJ SEXY CARD SERIES VOL.103 小湊よつ葉 OFFICIAL CARD COLLECTION ～Strawberry Cream～（2023年9月30日、ジュートク）
- CJ SEXY CARD SERIES VOL.117 小湊よつ葉 OFFICIAL CARD COLLECTION ～Leaf～（2024年11月30日、ジュートク）

### カレンダー
- 小湊よつ葉 2024年カレンダー（2023年10月28日、SUNCARAT）
- 卓上 小湊よつ葉 2024年カレンダー（2023年10月28日、SUNCARAT）
- 小湊よつ葉 2025年カレンダー（2024年10月26日、SUNCARAT）
- 卓上 小湊よつ葉 2025年カレンダー（2024年10月26日、SUNCARAT）